# ایوانت (تگزاس)
ایوانت، تگزاس(به انگلیسی: Evant, Texas) شهری در ایالت تگزاس از ایالات جنوبی ایالات متحده آمریکا است. در سرشماری سال ۲۰۱۰، جمعیت این شهر ۴۲۶ نفر اعلام شد.